# Ветерану
Ветерану (рум. Veteranu) — село у повіті Констанца в Румунії. Входить до складу комуни Пештера.
Село розташоване на відстані 164 км на схід від Бухареста, 40 км на захід від Констанци, 141 км на південь від Галаца.

## Населення
За даними перепису населення 2002 року у селі проживали 30 осіб, усі — румуни. Усі жителі села рідною мовою назвали румунську.